# Daniela Bluhm
Daniela Bluhm (geb. Daniela Gleue) ist eine ehemalige deutsche Kanutin. 
Daniela Bluhm begann ihre sportliche Karriere in der DDR als Turnerin. Da sie jedoch zu schnell wuchs, wechselte sie im Jahr 1983 zum Kanu-Sport. Erst bei Motor Köpenick, ab 1987 beim SC Berlin-Grünau aktiv, konnte sie bei den Weltmeisterschaften 1994 in Mexiko-Stadt ihren Karriere-Höhepunkt feiern. Sie war zwar bereits durch einen Sieg im Kajak-Vierer über 500 Meter bei den Weltmeisterschaften ein Jahr zuvor in Kopenhagen mit Gold dekoriert, hier aber folgten 4 Medaillen: Im Kajak-Zweier mit Birgit Fischer gab es Silber und Bronze, im Kajak-Vierer mit Fischer, Anett Schuck und Ramona Portwich gab es Gold und Silber. 
Diese Weltmeisterschaften stellten sowohl den Höhepunkt als auch das Ende ihrer internationalen Erfolge teil. Bei den Wettbewerben ein Jahr später war sie bereits nicht mehr Teil der deutschen Boote. Auch bei den Olympischen Sommerspielen 1996 in Atlanta war statt ihr Manuela Mucke Teil des deutschen Vierers, im Zweier trat Birgit Fischer mit Ramona Portwich an. Im Jahr 1997 beendete Bluhm ihre Karriere.
Daniela Bluhm ist verheiratet mit dem ehemaligen Kanuten und Olympiasieger Kay Bluhm, den sie 1993 kennengelernt hatte.